# Assemblea nazionale (Francia)

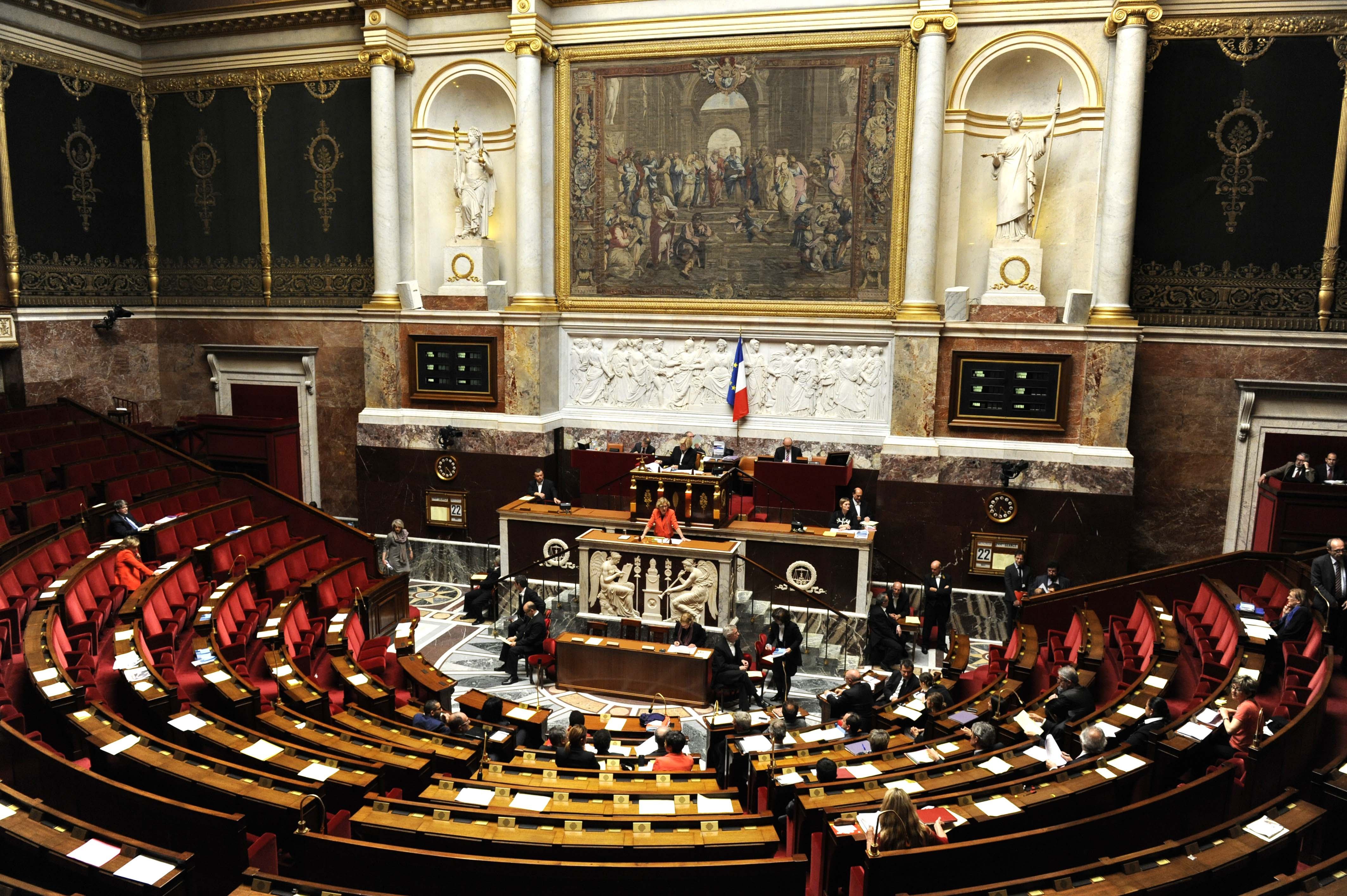
L'emiciclo parlamentare

L'Assemblea nazionale (in francese: Assemblée nationale) è un ramo del parlamento francese. L'altro è il Senato.
Nel sistema bicamerale francese, è la camera più importante e quella in cui il governo ha bisogno di una maggioranza. È così chiamata dal fatto che nel 17 giugno 1789 il Terzo Stato, riunitosi a Versailles, si proclamò "Assemblea nazionale".
Durante il Secondo Impero francese la «camera bassa» era chiamata «Corps législatif». Durante la Terza Repubblica questa parte del Parlamento francese era denominata «Camera dei deputati» e con l'espressione «Assemblea nazionale» si indicava il parlamento in seduta comune dei membri. I compiti più importanti di tale Assemblea nazionale erano l'elezione del presidente della Repubblica e l'approvazione delle leggi costituzionali (proposte da una camera). Il 10 luglio 1940, all'indomani della resa contro la Germania, fu proprio l'Assemblea nazionale ad approvare una legge costituzionale che attribuiva al maresciallo Pétain i pieni poteri, segnando così la fine della Terza Repubblica.
La sua sede è il Palazzo Borbone, a Parigi, nei cui pressi sorge anche l'hôtel de Lassay, residenza ufficiale del presidente dell'Assemblea nazionale. L'attuale Presidente è Yaël Braun-Pivet eletta il 28 giugno 2022.

## Elezione e scioglimento
Conta 577 deputati (di cui 555 in Francia metropolitana e 22 nei territori d'oltremare), eletti in collegi uninominali con scrutinio maggioritario in due turni; il mandato dura cinque anni. L'Assemblea nazionale può essere sciolta dal presidente della Repubblica anche prima della sua scadenza naturale. Il penultimo scioglimento anticipato ebbe luogo nel 1997, per opera di Jacques Chirac, a causa dell'impopolarità del governo di Alain Juppé e dello stesso partito del presidente. Le successive elezioni videro però la vittoria della sinistra guidata dai socialisti e la conseguente nomina di Lionel Jospin all'incarico di primo ministro.
L'ultimo scioglimento anticipato, invece, ha avuto luogo nel 2024, in seguito al crollo di consensi della formazione politica del Presidente, Emmanuel Macron, alle elezioni europee dello stesso anno.
Dal 1958 il mandato di deputato è incompatibile con la funzione di ministro.

## Compiti e prerogative
Il governo è responsabile di fronte all'Assemblea nazionale. I deputati possono, se riuniscono 58 firme, formulare una mozione di censura, che è poi posta in votazione. Se la mozione ottiene un voto favorevole da più della metà dei membri, il primo ministro deve presentare le sue dimissioni al presidente della Repubblica, che però non è costretto ad accettarle (come è successo nel 1962).
L'Assemblea nazionale ha il compito di votare le leggi, insieme con il Senato.
Poiché ambedue le camere possono modificare il testo di una legge, può essere necessario che una legge passi in diverse letture prima che si trovi un accordo tra l'Assemblea nazionale e il Senato. Quando le camere non riescono a raggiungere un accordo, il governo può decidere, dopo una procedura chiamata commission mixte paritaire (commissione mista paritaria composta da 14 membri equamente ripartiti tra le due camere), di affidare la decisione finale all'Assemblea nazionale, la cui maggioranza è quella che esprime il governo. Questa procedura non viene intrapresa frequentemente: di solito le camere trovano un accordo oppure il governo ritira il progetto di legge. Tuttavia in questo modo si assicura all'Assemblea nazionale un potere dominante nella formazione delle leggi, particolarmente importante perché è l'Assemblea nazionale a esprimere la fiducia al governo e a potergliela negare con una mozione di censura. Quando l'Assemblea e il Senato hanno maggioranze di diversa tendenza, ci si attende che il Senato tenda ad adeguarsi alle posizioni dell'Assemblea, in modo da ridurre il pericolo di aperti conflitti tra le due camere.
L'Assemblea nazionale può riunirsi insieme al Senato nella Reggia di Versailles e partecipa alle revisioni costituzionali (l'altro tipo di revisione è il referendum).

## Composizione storica dell'Assemblea (dal 1848)

### Seconda Repubblica francese

#### 1848-1849: Assemblea nazionale costituente
- Conservatori: 200 (22,7%)
- Moderati: 600 (68,2%)
- Repubblicani: 80 (9,1%)

Totale880

#### 1849-1851: Assemblea nazionale legislativa
- Conservatori: 450 (63,8%)
- Repubblicani moderati: 75 (10,6%)
- Repubblicani: 180 (25,5%)

Totale705

### Secondo Impero francese

#### 1852-1857: Corps législatif
- Monarchici: 5 (1,9%)
- Bonapartisti: 253 (96,9%)
- Repubblicani: 3 (1,1%)

Totale261

#### 1863-1869: Corps législatif
- Monarchici: 15 (5,3%)
- Bonapartisti: 251 (88,7%)
- Repubblicani: 17 (6%)

Totale283

#### 1869-1870: Corps législatif
- Monarchici: 41 (14,5%)
- Bonapartisti autoritari: 92 (32,5%)
- Bonapartisti liberali: 120 (42,4%)
- Repubblicani: 30 (10,6%)

Totale283

### Terza Repubblica francese

#### 1871-1875: Assemblea nazionale costituente
Repubblicani
- Radicali: 38 (5,9%)
- Moderati: 112 (17,4%)
- Liberali: 78 (12,1%)

Conservatori
- Bonapartisti: 20 (3,1%)
- Orleanisti: 214 (33,2%)
- Legittimisti: 182 (28,3%)

Totale644

#### 1876-1877: Camera dei deputati
Repubblicani
- Unione repubblicana: 98 (18,4%)
- Sinistra repubblicana: 193 (36,2%)
- Centrosinistra: 48 (9%)
- Moderati: 17 (3,2%)
- Diversi: 15 (2,8%)
- Costituzionali: 22 (4,1%)

Conservatori
- Bonapartisti: 76 (14,3%)
- Orleanisti: 40 (7,5%)
- Legittimisti: 24 (4,5%)

Totale533

#### 1877-1881
Repubblicani313 (60,1%)
Diversi49 (9,4%)
Conservatori
- Bonapartisti: 104 (20%)
- Orleanisti: 11 (2,1%)
- Legittimisti: 44 (8,4%)

Totale521

#### 1881-1885
Repubblicani
- Socialisti e Radicali-Socialisti: 46 (8,4%)
- Unione repubblicana: 204 (37,4%)
- Sinistra repubblicana: 168 (30,8%)
- Moderati: 39 (7,2%)

Conservatori
- Bonapartisti: 46 (8,4%)
- Monarchici: 42 (7,7%)

Totale545
(vedi anche elezioni legislative in Francia del 1881)

#### 1885-1889
Sinistra
- Radicali-Socialisti: 60 (10,3%)
- Radicali: 40 (6,8%)
- Repubblicani: 200 (34,2%)
- Repubblicani moderati: 83 (14,2%)

Destra
- Conservatori: 63 (10,8%)
- Bonapartisti: 65 (11,1%)
- Monarchici: 73 (12,5%)

Totale584

#### 1889-1893
Sinistra
- Radicali-Socialisti: 12 (2,1%)
- Radicali: 100 (17,4%)
- Repubblicani: 216 (37,5%)
- Repubblicani moderati: 38 (6,6%)

Destra
- "Boulangisti": 72 (12,5%)
- Bonapartisti: 52 (9,0%)
- Monarchici: 86 (14,9%)

Totale576

#### 1893-1898
Sinistra
- Socialisti: 33 (5,7%)
- Radicali-Socialisti: 16 (2,8%)
- Radicali: 122 (21,0%)
- Repubblicani: 317 (54,6%)

Destra
- Diversi: 35 (6,0%)
- Monarchici: 58 (10,0%)

Totale581

#### 1898-1902
Sinistra
- Socialisti: 57 (9,7%)
- Radicali-Socialisti: 74 (12,6%)
- Radicali: 104 (17,8%)
- Repubblicani: 254 (43,4%)

Destra
- Diversi: 46 (7,9%)
- Nazionalisti: 6 (1,0%)
- Monarchici: 44 (7,5%)

Totale585

#### 1902-1906
Sinistra
- Socialisti: 43 (7,3%)
- Radicali-Socialisti: 104 (17,7%)
- Radicali: 129 (21,9%)
- Repubblicani: 62 (10,5%)
- Repubblicani moderati: 127 (21,6%)

Destra
- Liberali: 35 (5,9%)
- Conservatori: 89 (15,1%)

Totale589

#### 1906-1910
Sinistra
- Socialisti: 74 (12,6%)
- Radicali-Socialisti: 132 (22,6%)
- Radicali: 115 (19,7%)
- Repubblicani: 90 (15,4%)

Destra
- Liberali: 66 (11,3%)
- Conservatori: 78 (13,3%)
- Nazionalisti: 30 (5,1%)

Totale585

#### 1910-1914
Sinistra
- Socialisti: 107 (18,1%)
- Radicali e radicali-socialisti: 149 (25,3%)
- Repubblicani: 113 (19,2%)
- Unione repubblicana: 72 (12,2%)

Destra
- Liberali: 20 (3,4%)
- Conservatori: 129 (21,9%)

Totale590

#### 1914-1919
Sinistra
- Socialisti: 126 (21,2%)
- Radicali e radicali-socialisti: 195 (32,8%)
- Repubblicani: 66 (11,1%)
- Unione repubblicana: 88 (14,8%)

Destra
- Federazione repubblicana: 37 (6,2%)
- Azione libertà: 23 (3,9%)
- Diversi: 60 (10,1%)

Totale595

#### 1919-1924
Sinistra
- SFIO: 68 (11,0%)
- Repubblicani-socialisti: 24 (3,9%)
- Radical-socialisti: 88 (14,3%)

Centro
- Azione repubblicana: 58 (9,4%)
- Sinistra repubblicana: 108 (17,5%)
- Repubblicani di sinistra: 50 (8,1%)

Destra
- Progressisti: 185 (30,0%)
- Indipendenti: 36 (5,8%)

#### 1924-1928
Sinistra
- PCF: 28 (4,8%)
- SFIO: 105 (18,0%)
- Repubblicani-socialisti e Socialisti: 42 (7,2%)
- Radical-socialisti: 140 (24,1%)

Centro
- Sinistra radicale: 41 (7,0%)
- Sinistra repubblicana democratica: 44 (7,6%)
- Repubblicani di sinistra: 36 (6,2%)

Destra
- Unione repubblicana democratica: 104 (17,9%)
- Democratici popolari: 14 (2,4%)
- Indipendenti: 28 (4,8%)

#### 1928-1932
Sinistra
- PCF: 11 (1,8%)
- SFIO: 107 (17,5%)
- Repubblicani-socialisti: 16 (2,6%)
- Socialisti: 14 (2,3%)
- Radical-socialisti: 114 (18,7%)
- Indipendenti di sinistra: 20 (3,3%)

Centro
- Sinistra radicale: 51 (8,3%)
- Azione democratica e sociale: 31 (5,1%)
- Repubblicani di sinistra: 66 (10,8%)
- Sinistra sociale e radicale: 17 (2,8%)

Destra
- Unione repubblicana democratica: 87 (14,2%)
- Democratici popolari: 18 (2,9%)
- Indipendenti: 39 (6,3%)
- Non iscritti: 20 (3,3%)

#### 1932-1936
Sinistra
- Partito di unità proletaria: 9 (1,5%)
- PCF: 11 (1,8%)
- SFIO: 132 (21,4%)
- Repubblicani-socialisti e Socialisti: 32 (5,2%)
- Radical-socialisti: 160 (25,9%)
- Sinistra indipendente: 15 (2,4%)

Centro
- Sinistra radicale e indipendenti di sinistra: 74 (12,0%)
- Centro repubblicano e repubblicani di sinistra: 76 (12,3%)

Destra
- Federazione Repubblicana di centro: 41 (6,6%)
- Repubblicani di centro: 6 (1,0%)
- Gruppo repubblicano e sociale: 18 (2,9%)
- Indipendenti d'azione economica e sociale: 7 (1,1%)
- Democratici popolari: 17 (2,8%)
- Indipendenti: 16 (2,6%)
- Non-iscritti di destra: 3 (0,5%)

#### 1936-1940
Sinistra
- Partito d'unità proletaria: 6 (1,0%)
- PCF: 72 (12,3%)
- SFIO: 150 (25,6%)
- Radical-socialisti: 110 (18,7%)
- Unione socialista repubblicana (USR): 29 (4,9%)
- Partito radical-socialista (Camille Pelletan): 3 (0,5%)
- Diversi di sinistra (Giovane Repubblica, Sinistra indipendente, Partito frontista): 13 (2,2%)

Centro
- Sinistra radicale e indipendenti di sinistra: 33 (5,6%)
- Democratici popolari (Robert Schuman): 11 (1,9%)
- Indipendenti d'azione popolare: 16 (2,7%)

Destra
- Indipendenti repubblicani (Georges Mandel): 13 (2,2%)
- Agrari indipendenti: 6 (1,0%)
- Repubblicani Indipendenti d'azione sociale: 29 (4,9%)
- Alleanza dei repubblicani di sinistra e dei radicali indipendenti (Paul Reynaud): 42 (7,2%)
- Federazione repubblicana di Francia (Louis Marin): 48 (8,2%)
- Indipendenti d'unione repubblicana e nazionale: 6 (1,0%)

### Governo provvisorio della Repubblica francese

#### 1945-1946: Assemblea nazionale costituente
Sinistra
- PCF: 159 (27,1%)
- SFIO: 146 (24,9%)
- Radicali: 29 (4,9%)
- Unione democratica e socialista della Resistenza: 42 (7,2%)

Destra
- Movimento Repubblicano Popolare: 150 (25,6%)
- Repubblicani Indipendenti: 14 (2,4%)
- Moderati: 39 (6,7%)

Non iscritti7 (1,2%)
Totale586

#### 1946-1946: Assemblea nazionale costituente
Sinistra
- PCF: 153 (26,1%)
- SFIO: 128 (21,8%)
- Radicali: 32 (5,5%)
- Unione democratica e socialista della Resistenza: 20 (3,4%)

Destra
- Movimento Repubblicano Popolare: 166 (28,3%)
- Repubblicani Indipendenti: 32 (5,5%)
- Partito Repubblicano della Libertà: 35 (6,0%)
- Unione Democratica del Manifesto Algerino (Ferhat Abbas): 11 (1,9%)

Non iscritti9 (1,5%)
Totale586

### Quarta Repubblica francese

#### 1946-1951: Assemblea nazionale
Sinistra
- PCF: 182 (29,0%)
- SFIO: 102 (16,3%)
- Radicali: 43 (6,9%)
- Unione democratica e socialista della Resistenza: 26 (4,1%)

Destra
- Movimento Repubblicano Popolare: 173 (27,6%)
- Repubblicani Indipendenti: 29 (4,6%)
- Partito Repubblicano della Libertà: 38 (6,1%)
- Movimento per il trionfo delle libertà democratiche in Algeria: 5 (0,8%)

Non iscritti29 (4,6%)
Totale627

#### 1951-1956: Assemblea nazionale
Sinistra
- PCF: 103 (16,5%)
- SFIO: 107 (17,1%)
- Radicali: 74 (11,8%)
- Unione democratica e socialista della Resistenza: 16 (2,6%)

Destra
- Movimento Repubblicano Popolare: 95 (15,2%)
- Raggruppamento del popolo francese (Charles De Gaulle): 121 (19,4%)
- Indipendenti e Contadini d'Azione Sociale: 43 (6,9%)
- Repubblicani Indipendenti: 53 (8,5%)
- RDA: 3 (0,5%)

Non iscritti10 (1,6%)
Totale625

#### 1956-1958: Assemblea nazionale
Sinistra
- PCF: 150 (25,3%)
- SFIO: 94 (15,9%)
- Radicali: 58 (9,8%)
- Unione democratica e socialista della Resistenza e Raggruppamento Democratico Africano: 19 (3,2%)

Destra
- Movimento Repubblicano Popolare: 83 (14,0%)
- Unione dei Repubblicani d'Azione Sociale: 21 (3,5%)
- Raggruppamento delle Sinistre Repubblicane: 14 (2,4%)
- Indipendenti e Contadini d'Azione Sociale: 95 (16,0%)
- Unione e Fraternità Francese (poujadisti): 52 (8,8%)

Non iscritti7 (1,2%)
Totale593

### Quinta Repubblica francese
| Legislature | I (1959-1962)                                                                        | II (1962-1967)             | III (1967-1968)                                  | IV (1968-1973)             | V (1973-1978)                              | VI (1978-1981)                                                                                             | VII (1981-1986)                      | VIII (1986-1988)                            |
| ----------- | ------------------------------------------------------------------------------------ | -------------------------- | ------------------------------------------------ | -------------------------- | ------------------------------------------ | --- | ------------------------------------ | ------------------------------------------- |
| Seggi       | 579                                                                                  | 482                        | 487                                              | 487                        | 490                                        | 491 | 491                                  | 577                                         |
| Note        | 10ª ripartizione 465 Métropole 74 Algeria francese 23 Comunità francese 17 Oltremare | 465 Métropole 17 Oltremare | 470 Métropole (+5 in Île-de-France) 17 Oltremare | 470 Métropole 17 Oltremare | 473 Métropole (+3 nel Rodano) 17 Oltremare | 474 Métropole (+1 in Corsica) 17 Oltremare (-1 Comore, -1 TFAI, +1 Nuova Caledonia, +1 Polinesia Francese) | 474 Métropole 17 Oltremare           | 11ª ripartizione 555 Métropole 22 Oltremare |
| Legislature | IX (1988-1993)                                                                       | X (1993-1997)              | XI (1997-2002)                                   | XII (2002-2007)            | XII (2007-2012)                            | XIV (2012-2017)                                                                                            | XV, XVI, XVII (2017-)                |                                             |
| Seggi       | 577                                                                                  | 577                        | 577                                              | 577                        | 577                                        | 577 | 577                                  |                                             |
| Note        | 555 Métropole 22 Oltremare                                                           | 555 Métropole 22 Oltremare | 555 Métropole 22 Oltremare                       | 555 Métropole 22 Oltremare | 555 Métropole 22 Oltremare                 | 12ª ripartizione 539 Métropole 27 Oltremare 11 Estero                                                      | 539 Métropole 27 Oltremare 11 Estero |                                             |

#### 1958 - 1962: Assemblea nazionale
Sinistra
- SFIO: 47

Centro
- Repubblicani popolari e del Centro democratico: 54
- Intesa democratica: 40

Destra
- Indipendenti e Contadini d'Azione Sociale: 117
- UNR (gollisti): 206

Diversi
- Formazione amministrativa degli eletti d'Algeria e del Sahara: 66
- Isolati: 36
- Seggi vacanti: 3

Totale579

#### 1962 - 1967
Sinistra
- Comunisti: 41
- Socialisti: 66

Centro
- Centro democratico: 55
- Partito radicale: 39

Destra
- Repubblicani indipendenti: 35
- UNR: 233

Isolati13
Totale482

#### 1967 - 1968
Sinistra
- Comunisti: 73
- Federazione della Sinistra Democratica e Socialista: 121

Centro
- Progresso e Democrazia Moderna: 41

Destra
- Repubblicani indipendenti: 42
- Unione dei democratici per la Quinta Repubblica (gollisti): 201

Isolati9
Totale487

#### 1968 - 1973
Sinistra
- Comunisti: 34
- Federazione della Sinistra Democratica e Socialista: 57

Centro
- Progresso e Democrazia Moderna: 33

Destra
- Repubblicani indipendenti: 61
- Unione per la difesa della Repubblica (gollisti): 293

Isolati9
Totale487

#### 1973 - 1978
Sinistra
- Comunisti: 73
- Partito Socialista e Partito Radicale di Sinistra: 102

Centro
- Riformatori democratici sociali: 34
- Unione centrista: 30

Destra
- Repubblicani indipendenti: 55
- Unione dei democratici per la Repubblica (gollisti): 183

Isolati13
Totale490

#### 1978 - 1981
Sinistra
- Comunisti: 86
- Partito Socialista: 113

Destra
- UDF: 123
- RPR: 154

Isolati15
Totale491

#### 1981 - 1986

La formazione dell'Assemblea nazionale dal 1981 al 1986.

Sinistra
- Comunisti: 44 (9,0%)
- Partito Socialista: 285 (57,2%)

Destra
- UDF: 62 (12,6%)
- RPR: 88 (17,9%)

non iscritti12 (2.4%)
Totale491

#### 1986 - 1988

La formazione dell'Assemblea nazionale dal 1986 al 1988.

Sinistra
- Comunisti: 35 (6,1%)
- Partito Socialista: 212 (36,7%)

Destra
- UDF: 131 (22,7%)
- RPR: 155 (26,9%)

Estrema Destra
- FN: 35 (6,1%)

Non iscritti9 (1,6%)
Totale577

#### 1988 - 1993
Sinistra
- Partito Socialista: 275 (47,7%)

Centro

La formazione dell'Assemblea nazionale dal 1988 al 1993.

- Centro dei democratici sociali: 41 (7,1%)

Destra
- UDF: 90 (15,6%)
- RPR: 130 (22,5%)

non iscritti (tra cui comunisti 25 (4,3%))39 (6,8%)
Seggi vacanti2 (0,3%)
Totale577

#### 1993 - 1997

La formazione dell'Assemblea nazionale dal 1993 al 1997.

Sinistra
- Comunisti: 23 (4,0%)
- Partito Socialista: 57 (9,9%)

Destra
- UDF: 215 (37,3%)
- RPR: 257 (44,5%)

non iscritti25 (4,3%)
Totale577

#### 1997 - 2002
Sinistra
- Comunisti: 36 (6,2%)
- Partito Socialista: 250 (43,3%)

La formazione dell'Assemblea nazionale dal 1997 al 2002.

- Radicali di sinistra, Movimento dei Cittadini, Verdi: 33 (5,7%)

Destra
- UDF: 113 (19,6%)
- RPR: 140 (24,3%)

non iscritti5 (0,9%)
Totale577

#### 2002 - 2007

La formazione dell'Assemblea nazionale dal 2002 al 2007.

Sinistra
- comunisti: 22
- socialisti: 142

Centro
- UDF: 26

Destra
- UMP: 353

Non iscritti12
Totale575

#### 2007 - 2012

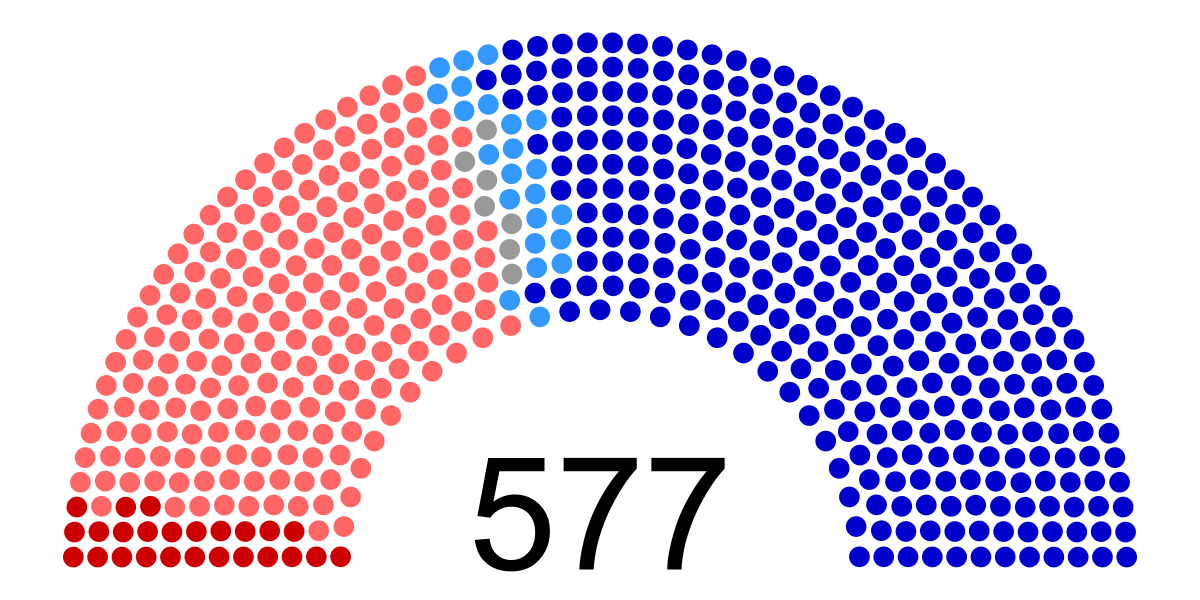
La formazione dell'Assemblea nazionale dal 2007 al 2012.

Sinistra
- comunisti e apparentati: 20
- socialisti e apparentati: 204
- verdi: 4

Centro
- MoDem: 3

Destra
- Nuovo Centro: 23
- UMP e apparentati: 320

Totale577

#### 2012 - 2017

La formazione dell'Assemblea nazionale dal 2012 al 2017

Sinistra
- comunisti e apparentati: 15
- socialisti e apparentati: 295
- Verdi: 18
- Radicali di sinistra: 12

Centro
- MoDem: 2

Destra
- UDI: 29
- UMP e apparentati: 196

Altri10
Totale577

#### 2017 - 2022

La composizione dell'Assemblea nazionale dal 2017 al 2022

Sinistra
- comunisti e apparentati: 27
- socialisti e apparentati: 41
- Radicali di sinistra: 3

Centro
- La République En Marche: 308
- MoDem: 42

Destra
- UDI: 18
- IR e apparentati: 119

Altri
- FN: 8
- Alzati Francia: 1
- Estrema Destra: 1
- Gli Ecologisti: 1
- Regionalisti: 5
- Altri: 3

Totale577

#### 2022 - 2024
Sinistra
- NUPES (151):

La composizione dell'Assemblea nazionale dal 2022 al 2024, divisa per partiti.

  - La France Insoumise e apparentati: 75

La composizione dell'Assemblea Nazionale dalle elezioni del 7 luglio 2024.

  - socialisti e apparentati: 31
  - ecologisti e apparentati: 23
  - comunisti e apparentati: 22

Centro
- Ensemble (249):
  - Renaissance: 172
  - MoDem: 48
  - Horizons: 30

Destra
- repubblicani e apparentati: 62

Estrema destra
- nazionalisti ed affiliati: 89

Altri
- Regionalisti: 16
- Altri: 9

Totale577

#### 2024 -in corso
Sinistra
- Nuovo Fronte Popolare (193):  
  - La France Insoumise - Nouveau Front Populaire: 72
  - socialisti e apparentati: 66
  - Écologiste e social (ecologisti e apparentati): 38
  - Gauche démocrate et républicaine (comunisti e apparentati): 17

Centro
- Ensemble (166): 
  - Renaissance: 99
  - Les Démocrates (MoDem): 36
  - Horizons e indipendenti: 31

Destra
- Destra repubblicana (Les Républicains): 47

Estrema destra
- Rassemblement National: 126
- Unione delle destre per la Repubblica: 16

Altri
- Libertés, indépendants, Outre-mer et Territoires (regionalisti): 22
- Non iscritti: 8

Totale: 577